# Veljko Birmančević
Veljko Birmančević (* 5. března 1998 Šabac) je srbský profesionální fotbalista, který hraje na pozici křídelníka či útočníka za český klub AC Sparta Praha, kam přestoupil po uplatnění opce z francouzského Toulouse, a za srbský národní tým.

## Klubová kariéra

### Partizan
Birmančević podepsal 12. února 2016 svou první profesionální smlouvu s Partizanem a dostal dres s číslem 30.
V srbské Superlize debutoval 21. února 2016 v zápase proti OFK Bělehrad. Později, během jarní části sezóny, ho trenér Ivan Tomić využil jako záložníka v zápasech proti Radniku Surdulica a Vojvodině.

#### Teleoptik (hostování)
V létě 2016 odešel Birmančević na dvouleté hostování do třetiligového Teleoptiku, kde v sezóně 2016/17 vstřelil ve 22 ligových zápasech 4 góly a pomohl klubu k postupu do druhé nejvyšší soutěže. V podzimní části sezóny 2017/18 odehrál 12 ligových utkání, v nichž vstřelil jednu branku. Následně byl z hostování v lednu 2018 předčasně stáhnut.

#### FK Rad (hostování)
Následně sbíral zkušenosti na hostování v Radu, v jehož dresu dal v roce 2018 svůj první prvoligový gól. V jarní části sezóny však odehrál jen 11 utkání a následně se vrátil do Partizanu.

### Čukarički
Na začátku srpna 2018 odešel na roční hostování s opcí do prvoligového klubu FK Čukarički. Jeho vytíženost v klubu rostla a nakonec do něj zamířil natrvalo. Během tří sezon zapsal 83 duelů a patnáctkrát rozvlnil síť. V sezoně 2020/21 byl s devíti brankami nejlepším střelcem týmu, ačkoliv v březnu 2021 změnil působiště. 

### Malmö
Jeho další kroky vedly v březnu 2021 do švédského Malmö. Hned první sezona mu vyšla náramně. S klubem získal titul v Allsvenskan, pod který se podepsal 28 zápasy, devíti góly a třemi asistencemi. Birmančević byl tehdy druhým nejlepším střelcem Malmö. Švédský tým se navíc dokázal probojovat do Ligy mistrů a to z prvního předkola. Postupně vyřadili Rigu, HJK Helsinky, Rangers a Ludogorec. Birmančević se pod kvalifikační jízdu podepsal brankou proti Helsinkám, gólem i asistencí v souboji se skotskými Rangers a dvěma zásahy proti Ludogorci. Birmančević si pak se svými spoluhráči mohl vychutnat šest zápasů ve skupině s Juventusem, Zenitem a Chelsea. Své působení ve Švédsku, kde se hraje systémem jaro-podzim, uzavřel v roce 2022. S týmem ještě získal i švédský pohár.

### Toulouse
Následně přestoupil za částku okolo 5 milionů euro do francouzského Toulouse. Klubu se náramně vydařil Coupe de France, který vyhrál a získal první trofej v novodobé historii Toulouse. Birmančević nastoupil do 5 pohárových zápasů a jednou se trefil. Ve francouzské lize odehrál v ročníku 2022/23 zápasů pětadvacet.

### Sparta Praha

#### Sezóna 2023/24
Na konci června 2023 odešel Birmančević na roční hostování s opcí do Sparty Praha. Ve sparťanském dresu debutoval 23. července při výhře 2:0 nad Sigmou Olomouce v 1. kole nové sezóny. Svůj první gól v novém působišti vstřelil 6. srpna při ligové výhře 5:2 nad Pardubicemi. O týden později se střelecky prosadil v odvetném zápase třetího předkola Ligy mistrů s Kodaní, Sparta ale utkání prohrála 3:4 po penaltách a do dalšího předkola nepostoupila. 17. září dvěma góly a asistencí rozhodl o vysoké výhře 5:0 nad Slováckem. 5. října potvrdil svou zlepšující se formu a v zápase proti Realu Betis v základní skupině Evropské ligy otevřel skóre, Sparta nicméně utkání prohrála 1:2. 14. prosince pak dvěma góly přispěl k výhře 3:1 nad Arisem Limassol, díky níž si Sparta zajistila postup do vyřazovací fáze této soutěže. Birmančević byl za svůj výkon zvolen nejlepším hráčem závěrečného kola skupinové fáze Evropské ligy a navázal v hlasování fanoušků na spoluhráče Ladislava Krejčího, který uspěl v úvodu soutěže, i na triumf slávisty Mojmíra Chytila z druhého kola.
Dne 5. března 2024 Sparta oznámila, že klub uplatnil opci na Birmančeviće ve výši okolo 2,3 milionů euro, srbský křídelník podepsal s klubem víceletý kontrakt. O devět dní později Birmančević skóroval v osmifinále Evropské ligy při prohře 1:6 s anglickým Liverpoolem. Následně skóroval v šesti po sobě jdoucích ligových zápasech a pomohl Spartě k vytvoření náskoku na prvním místě tabulky před druhou Slavií Praha. 18. května nastoupil v základní sestavě pražského celku při výhře 5:0 na půdě Mladé Boleslavi, získané tři body zajistily Spartě zisk ligového titulu. O čtyři dny později Birmančević skóroval při výhře 2:1 nad Viktorií Plzeň ve finále českého poháru. Dohromady v sezóně nastoupil do 48 soutěžních utkání, v nichž vstřelil 22 branek a přidal 12 asistencí. Za své výkony byl odměněn výhrou v anketě pro nejlepšího hráče české nejvyšší soutěže za sezónu 2023/24 a v létě 2024 byl po třech letech povolán do srbské reprezentace.

#### Sezóna 2024/25
Birmančević vstřelil svou první branku v nové sezóně 23. července 2024, a to při výhře 2:0 nad Shamrockem Rovers v 2. předkole Ligy mistrů. V lize se poprvé střelecky prosadil v utkání 3. kola v zápase proti Dukle Praha. 14. srpna dvěma brankami rozhodl o výhře Sparty 3:2 nad FCSB ve třetím předkole Ligy mistrů a pomohl k postupu do další fáze.

## Reprezentační kariéra
Birmančević debutoval v dresu srbské reprezentace 25. ledna 2021, a to v přátelském utkání proti Dominikánské republice, které skončilo bezbrankovou remízou. Stejným výsledkem skončil i o čtyři dny později přátelský zápas Srbska s Panamou, v němž odehrál Birmančević opět celých 90 minut.
V červnu 2024 byl po téměř třech letech znovu povolán do reprezentace, a to na přátelské utkání před EURO 2024. Birmančević si vysloužil i nominaci na závěrečný turnaj, na kterém nastoupil do dvou utkání jako střídající hráč.

## Ocenění

### Klubová

#### Malmö FF
- Allsvenskan: 2021
- Svenska Cupen: 2021/22

#### Toulouse
- Coupe de France: 2022/23

#### Sparta Praha
- 1. česká liga: 2023/24
- Český pohár: 2023/24

### Individuální
- Mladý hráč roku v Allsvenskan: 2021[29]
- Nejlepší střelec Svenska Cupen: 2021/22
- Nejlepší hráč roku AC Sparta Praha: 2023/24
- Nejlepší hráč roku 1. české ligy: 2023/24